# Aranyház alsó ürege
Az Aranyház alsó ürege a Tihanyi-félszigeten, a Balaton-felvidéki Nemzeti Park területén található egyik barlang.

## Leírás
A tihanyi Aranyház kúpjának DNy-i lábánál található. Az enyhe lejtésű törmelékből meredeken kiemelkedő forráskúpban, kb. 120 cm relatív magasságban nyílik aknája, melyen keresztül be lehet bújni a barlangba. Kb. 180 m tengerszint feletti magasságban van a bejárata. Rejtettségét a nehezen észrevehető, szűk bejáratának és kis méreteinek köszönheti.
Bejárati aknája 45×25 cm-es nyílás. Ezen lehet lebújni a 150 cm-rel mélyebben lévő barlangi feküre. A barlang egy litoklázis oldásos kiöblösödése. Hossza 2 m, szélessége 1 m és legnagyobb magassága 120 cm, de a litoklázis mentén járhatatlan szűkületként hossztengelyének mindkét irányában tovább tart egészen a felszínig. Térfogata kb. 2 m³. Alját köves törmelék tölti ki. Ásatása a szűk bejárat miatt nagyon nehéz lenne. Helyi jelentőségű, kis méretű barlang.
A barlang valószínűleg egy parazita forrásszáj működésének terméke. A kúp felszínével nagyjából párhuzamos repedés mentén oldották ki a kémiailag agresszív vizek. Ezek az oldásnyomok láthatók a meszes hidrokvarcitból levő falán.

## Kutatástörténet
Valószínűleg régen nyitott üreg. Az 1984-ben kiadott, Lista a Bakony barlangjairól című összeállításban szerepel a 4463-as barlangkataszteri területen, a Tihanyi-félszigeten, Tihanyban lévő Aranyház alsó ürege, amely posztvulkánikus, 3×1 m-es és 1 m magas barlang. A Karszt és Barlang 1989. évi különszámában publikált, angol nyelvű tanulmányban (The caves of Hungary) közölve lett, hogy a Tihanyi-félszigeten lévő több mint 40 gejziritbarlang közül a legfontosabbak közé tartoznak pl. azok az üregek, melyek az Aranyházban keletkeztek.
Az Eszterhás István által 1989-ben írt, Magyarország nemkarsztos barlangjainak listája című kéziratban az olvasható, hogy a Bakony hegységben, a 4463-as barlangkataszteri területen, Tihanyban lévő Aranyház alsó ürege gejziritben alakult ki. A barlang 2 m hosszú és 1 m magas. A listában meg van említve az a Magyarországon, nem karsztkőzetben kialakult, létrehozott 220 objektum (203 barlang és 17 mesterséges üreg), amelyek 1989. év végéig váltak ismertté. Magyarországon 40 barlang keletkezett gejziritben. Az összeállítás szerint Kordos László 1984-ben kiadott barlanglistájában fel van sorolva 119 olyan barlang is, amelyek nem karsztkőzetben jöttek létre.
Az Eszterhás István által 1993-ban írt, Magyarország nemkarsztos barlangjainak lajstroma című kéziratban meg van említve, hogy a Bakony hegységben, a 4463-as barlangkataszteri területen, Tihanyban helyezkedik el az Aranyház alsó ürege. A gejziritben keletkezett barlang 2 m hosszú és 1 m magas. Az összeállításban fel van sorolva az a Magyarországon, nem karsztkőzetben kialakult, létrehozott 520 objektum (478 barlang és 42 mesterséges üreg), amelyek 1993 végéig ismertté váltak. Magyarországon 40 barlang, illetve mesterségesen létrehozott, barlangnak nevezett üreg alakult ki, lett kialakítva gejziritben. A Bakony hegységben 123 barlang jött létre nem karsztkőzetben.

## További irodalom
- Eszterhás István: A Bakony barlanglajstroma. Kézirat, 1983. (A kézirat megtalálható a Bakonyi Természettudományi Múzeumban, Zirc.)